# Rute, Koče - Muta
Rute (nemško Kreuth) je naselje občine Koče - Muta v okraju Šmohor na Koroškem v Avstriji.